# 1998 au Belize
Chronologie du Belize
- 1994
- 1995
- 1996
- 1997
- 1998
- 1999
- 2000
- 2001
- 2002

Cet article présente les faits marquants de l'année 1998 au Belize.

## Gouvernement
- Monarque : Élizabeth II
- Gouverneur général : Colville Young
- Premier ministre : Manuel Esquivel puis Said Musa
- Ministre de l'Agriculture : Dan Silva (en)
- Juge en chef : George Brown puis George Singh[1]

## Statistiques
- Le nombre de touristes a augmenté de 9 % par rapport à 1997. Les touristes viennent essentiellement des États-Unis, suivis du Canada et du Royaume-Uni[2].

## Évènements

### Non daté
- le Parti démocratique uni fête ses 25 ans[3].
- création de la réserve marine de Caye Caulker[4].
- création d'une réserve naturelle privée dans le sud du pays : la Golden Stream Corridor Preserve (en)[5].
- une augmentation de la température de l'océan à cause du phénomène d'El Niño est responsable du blanchiment de la barrière de corail du Belize. L'espèce Agaricia tenuifolia est particulièrement touchée[6].

### Janvier
- 15 janvier :
  - arrivée de la nouvelle ambassadrice américaine, Carolyn Curiel[7].
  - plusieurs cas de charbon symptomatique (en) sont détectés sur des bovins dans le district de Cayo. Étant une maladie très contagieuse et mortelle pour le bétail, le ministère de l'Agriculture conseille aux éleveurs de vacciner leurs animaux[8].
- 16 janvier : signature de nouveaux accords entre le Mexique et le Belize avec un projet de construction d'un pont entre la ville mexicaine de La Unión et Blue Creek, dans le district d'Orange Walk[9].
- 24 janvier : ouverture du Ambergris Museum (en) sur l'île de Caye Ambergris[10].
- 26 janvier : Marconi Matus, ancien maire de San Ignacio, démissionne du Parti uni du peuple[11].
- 27 janvier : arrivée du nouvel ambassadeur de Taïwan, Kuo-Hsiung Shen[12]. Il remplace Shu-Chi Chang qui occupait le poste depuis six ans[13].

### Février
- 1er février : le prix des visas pour entrer aux États-Unis et les frais de dossier sont doublés[14].
- 9 février : Kenneth Montague George remplace Telford Georges au poste de président de la Cour d'appel du Belize[15].
- 10 février : un nouveau plan économique est signé entre producteurs et transformateurs de la filière de production d'agrumes (en). Ce nouveau plan est basé sur une formule économique similaire à celle employée dans l'industrie sucrière[16].
- 16 février : Ernesto Saqui gagne le prix James A. Waight, distribué par la Belize Audubon Society (en). Ernesto Saqui a géré le sanctuaire faunique du bassin Cockscomb de 1987 à 1997[17].
- 18 février : ouverture d'un deuxième centre médical à Belize City. Le pays souffre depuis de nombreuses années d'un système médical sous-développé[18].
- 24 février : la filière de production d'agrumes (en) du pays est fragilisée avec des prix trop bas depuis une décennie. Une grève touche l'une des deux entreprises de la filière, la C.C.B., qui a baissé les salaires sans négocier avec les salariés[19].
- 26 février :
  - le Belize est à nouveau certifié par les États-Unis comme coopérant pleinement à la lutte contre le trafic de drogue et les activités criminelles qui y sont liés. Le pays avait perdu cette certification l'année précédente[20].
  - éclipse solaire du 26 février 1998
- 27 février : le Belize signe la Convention sur l'interdiction des mines antipersonnel[21].

### Mars
- 2 mars :
  - pour raison de santé, Philip Goldson quitte son poste de ministre des Ressources humaines, de la Femme et du Développement de la jeunesse. Faith Babb le remplace au poste de ministre[22].
  - plus de mille enfants des écoles primaires de Belize City descendent dans la rue pour une marche dénonçant le travail des enfants, un problème récurrent pour le pays[23].
- 11 mars : visite de Miguel Ángel Rodríguez Echeverría, récemment élu président du Costa Rica[24].
- 13 mars : Jose Coye et Marshall Nuñez sont réélus maire et maire adjoint de Belize City[25].
- 19 mars : la communauté mennonite du pays fête les 40 ans de leur arrivée au Belize[26].
- 26 mars : visite de Carlos Roberto Reina, ancien président du Honduras, sur le sol bélizien[27].

### Avril
- 15 avril : signature d'un contrat entre Belize Telecommunications Limited (en) et la compagnie mexicaine Alcatel Telecom pour installer un câble en fibre optique entre Belize City et Corozal[28].
- 16 avril : pour la première fois, la Cour suprême rend un jugement sur la constitutionnalité de la peine de mort[29].
- 23 avril : après l'avoir signé en février, le Belize ratifie la Convention sur l'interdiction des mines antipersonnel[21].

### Mai
- 2 mai : un groupe de malfaiteurs professionnels lourdement armés attaque les véhicules sur la Hummingbird Highway. Près de 400 personnes sont prises en otages, plusieurs blessés et un mort sont à déplorer[30],[31].
- 5 mai : le ministre de la Sécurité nationale, Dean Barrow signe le document autorisant la mise en place d'un système de libération conditionnelle. Un détenu devra purger au moins la moitié de sa peine de prison avant d'être éligible à la libération conditionnelle[32].
- 6 mai :
  - Rigoberta Menchú, prix Nobel de la paix en 1992, est au Belize pour une visite de deux jours[33].
  - l'organisation caritative britannique Voluntary Service Overseas (en) annonce son retrait du pays après avoir aidé pendant près de quarante ans au développement du Belize[34].
- 16-17 mai : Salon national de l'agriculture et du commerce à Belmopan. L'événement a lieu tous les deux ans[35].

### Juin
- 1er juin : mise en circulation des nouveaux billets de 100, 50, 20 et 10 dollars bélizien[36].
- 15 juin : trois cas de choléra sont signalés dans le district de Cayo. Une unité mobile de lutte contre le choléra est envoyée sur zone pour soigner toute personne présentant des symptômes et éviter ainsi la situation de 1994-1995 (une centaine de cas découvert à l'époque)[37].

### Juillet
- x

### Août
- 12 août : création de la réserve naturelle d'Aguacaliente (en) dans le district de Toledo[38].
- 22 août : Viola Jeffrey est nommée Miss Belize[39].
- 27 août : Élections générales béliziennes de 1998 (en).
- 28 août : Said Musa remplace Manuel Esquivel au poste de Premier ministre.

### Septembre
- 1er septembre : pour la première fois, deux femmes sont nommées au poste de président de deux organes législatifs : Sylvia Flores devient présidente de la Chambre des représentants et Elizabeth Zabaneh (en) devient présidente du Sénat[40].
- 8 septembre : une jeune fille de 13 ans disparaît dans le sud de Belize City. C'est la première victime d'un tueur en série, l'Éventreur du Belize (en)[41].
- 10 septembre : bicentenaire de la bataille de St George's Caye.
- 16 septembre : plusieurs nouveaux ambassadeurs sont nommés pour représenter le Belize : Salvador Figueroa au Mexique, Assad Shoman à Londres , Michael Ashcroft aux Nations Unies, James Murphy à Washington et Mike Mena au Guatemala[42].
- 22 septembre : Marshall Nuñez est élu maire de Belize City et remplace Jose Coye[43].

### Octobre
- 27 octobre : alerte sur l'arrivée de l'ouragan Mitch[44].

### Novembre
- 11 novembre : réorganisation du ministère de la Culture[45].

### Décembre
- x

## Décès
- 29 janvier : Hugh Fuller, ancien directeur général de la Chambre de commerce[46].
- 25 mars : Homer Leslie, personnalité de l’industrie touristique du Belize[47].
- 6 juin : Charles Wright, personnalité impliquée dans le développement du district de Toledo[48].
- 24 juin : Andrew Burn, juge de paix et officier de l'Empire britannique[49].
- 23 août : Escandar Bedran, homme d'affaires. Il fait construire le San Ignacio Hotel en 1976, une époque ou le tourisme était inexistant[50].
- 28 août : Helen Craig, musicienne[51].